# Joseph Trumpeldor
Joseph Trumpeldor (en hebreo: יוסף טרומפלדור‎; en ruso: Иосиф Трумпельдор; Pyatigorsk, Rusia Imperial, 1 de diciembre de 1880-Tel Jai, Mandato británico, 1 de marzo de 1920) fue uno de los primeros activistas sionistas, notable por su ayuda al organizar el cuerpo de la Legión Judía y llevar inmigrantes judíos a Palestina.

## Juventud
Joseph Trumpeldor nació en el norte del Cáucaso, en Pyatigorsk, Rusia. Su padre, Wulf Trumpeldor, era un exsoldado y en su juventud recibió una educación más liberal que la de los judíos de esa zona de residencia. Durante la guerra ruso-japonesa, Trumpeldor se enroló como voluntario en el ejército ruso para luchar en el frente y perdió la mano izquierda en combate. Por su heroísmo en dicha guerra, se le otorgó el grado militar de oficial de reserva, convirtiéndose en su época en el único oficial judío del ejército ruso.
Emigró a la región de Palestina (o Tierra de Israel, entonces bajo el Imperio otomano) en 1912 y trabajó como agricultor en el poblado de Migdal y en el kibutz Degania. Cuando se declaró la Primera Guerra Mundial, Trumpeldor fue deportado a Egipto por las autoridades turcas.

## Actuación en la Primera Guerra Mundial
Fue el promotor, con la ayuda de Zeev Jabotinsky, de la creación del Cuerpo de Mulas de Sion, una unidad militar judía formada para liberar Tierra Santa con la ayuda del Ejército Británico. En aquella época Eretz Israel formaba parte del Imperio otomano. Fue el comandante de esta unidad militar durante la batalla de Galípoli. Cuando se dispersó el regimiento, Trumpeldor y Jabotinsky fundaron en el Reino Unido un regimiento judío con nuevos inmigrantes procedentes de Rusia.

## Activista Político
En 1917, luego de la primera Revolución Rusa, Trumpeldor volvió a Rusia y trató de establecer una gran legión judía capaz de abrirse camino a Israel. En ese año comenzó a formar la organización juvenil sionista HeHalutz con el objetivo de capacitar a jóvenes judíos en la diáspora para el trabajo y la creación de un Estado judío en Israel. Tras unos años HeHalutz llegó a ser un movimiento sionista muy numeroso. El método de capacitación establecido por Joseph Trumpeldor se constituyó en un modelo de instrucción de pioneros y en una de las fuentes más importantes de la Aliyá juvenil.
En el otoño de 1919 Trumpeldor volvió a Israel para continuar con su vida de obrero e instó a los trabajadores a formar una organización obrera unificada. Al peligrar la seguridad en el norte del país, acudió a la Galilea y se estableció en el asentamiento judío de Tel Jai.

## Tel Jai
Tras la Primera Guerra Mundial y la caída del Imperio Otomano, el Reino Unido y Francia delimitaron en el Acuerdo Sykes-Picot las zonas otomanas ocupadas por ambas potencias, asignando la zona meridional del mediterráneo al Reino Unido (Palestina, Transjordania e Irak) y la zona septentrional (Siria y Líbano) a Francia. Sin embargo, la delimitación no fue aceptada por los franceses en cuanto a la rica zona de la Alta Galilea (que incluía Tel Jai, Metula, Kfar Giladi y Hamrah), por lo que espolearon en secreto a comandos árabes para ocupar todas las áreas que pudieran antes de la aplicación definitiva del tratado, para así integrarlas en el mandato francés. El primer objetivo para atacar fue Tel Jai.
El 1 de marzo de 1920 un grupo de árabes armados atacó el asentamiento de Tel Jai, siendo este el primer intento nacionalista árabe de destruir una posición judía en el conflicto árabe-israelí. Trumpeldor encabezó la defensa del lugar y rechazó a los atacantes luego de infringirles muchas bajas, pero en el transcurso de la batalla fue herido de muerte. Sus últimas palabras, "No importa. Vale la pena morir por nuestra patria" ("Ein davar. Tov lamut be'ad hartzeinu"), lo convirtieron en un símbolo de pionero y combatiente para el movimiento sionista, adoptando esta famosa frase como un ejemplo de la autodefensa judía.

## Legado

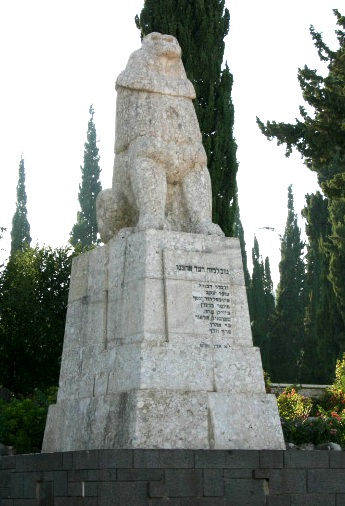
Memorial de Trumpeldor. El león representa la defensa de Israel.

La fecha de su muerte según el calendario hebreo, 11 de Adar, es un día de duelo oficial en el Estado de Israel. La figura de Trumpeldor, considerado un héroe nacional en el moderno Israel, es tomada como un ejemplo a seguir por todas las corrientes ideológicas del sionismo. La corriente revisionista nombró a su movimiento juvenil "Pacto de la Juventud Hebrea con Joseph Trumpeldor" (Beitar por sus siglas en hebreo). A su vez, en muchos kibutzim se establecieron memoriales en honor a Trumpeldor. La ciudad israelí Kiryat Shemona ("La ciudad de los ocho") fue nombrada en honor a los últimos ocho combatientes que defendieron Tel Jai y lograron la victoria.
Las palabras dichas por Joseph Trumpeldor en una conversación mantenida con Jabotinsky en Chelsea, expresa en resumidas cuentas la ideología sionista:

"Tenemos que formar una generación de judíos sin intereses egoístas, sin hábitos, una simple barra de hierro. Flexible pero de hierro. Un metal al que se le pueda pedir todo lo que se necesita para la maquinaria nacional.
¿Falta una rueda? ¡Soy una rueda! ¿Faltan clavos, tornillos, una rueda que impulsa? Tómenme a mí. ¿Falta cavar la tierra? Yo cavo. ¿Falta disparar? Soy un soldado.
¿Policía? ¿Médicos? ¿Abogados? ¿Maestros? ¿Bomberos? Por favor, yo puedo todo... Soy el concepto puro del servicio, dispuesto a todo, sin estar relacionado con nada. Sé solamente un principio: Construir."